# Csillagkép hadművelet
A Csillagkép hadművelet (Constellation) Louis Mountbatten sorhajókapitány terve volt a Csatorna-szigetek visszafoglalására. A hadművelet a sziget lakosságára és a Wehrmacht erős védelmére való tekintet miatt nem hajtották végre.
A Csatorna-szigetek 1940 júniusában került a német csapatok kezére. A második világháborúban ez volt az egyetlen brit terület, amely a németek kezére került a háború alatt. Mivel a brit kormány a szigetcsoportot védhetetlennek találta, a német csapatok harc nélkül vonulhattak be. Viszont a  szigetcsoport lakosságának több ezer tagját nem sikerült evakuálni, közülük körülbelül 100 zsidót deportáltak a nácik. Hitler a sziget elfoglalását propagandacélokra használta, hisz stratégiai jelentősége vajmi kevés volt.
A hadiszerencse fordultával a britek számára egyre sürgetőbb lett a szigetcsoport visszaszerzése, a németeknek pedig ennek megakadályozása. 1941 folyamán hatalmas erődrendszereket építettek ki a teljes partvonalon, illetve 28 ezer fős helyőrséget állomásoztattak a szigeteken. Mountbatten 1941-ben vázolta fel tervét a szigetcsoport visszaszerzésére, ami a szigetcsoport nagyobb városai (Jersey, Alderney és Guernsey) visszavételére irányult. A tervet a kicsiny sziget sűrűn lakottsága miatt ejtették. 1943-ban a terv nehézségei még mindig fennálltak, ezért az 1944 júniusában megkezdett franciaországi szövetséges támadás egyszerűen kikerülte a szigetcsoportot, mert a német helyőrség a végsőkig kitartott volna, még egy ostrom esetén is. A német katonák 1945. március 8-ról 9-re virradó éjszaka során kitörtek a sziget köré vont zárlatból, és rajtaütöttek a francia partvidéken fekvő Granville-en, ahol szövetséges hajókat süllyesztettek el, és ellátmánnyal megrakodva tértek vissza. A helyőrség a háború végén letette a fegyvert, így a lakosság hat évnyi elnyomás alól szabadult meg egy puskalövés nélkül.

## Fordítás
- Ez a szócikk részben vagy egészben  az   Operation Constellation című angol Wikipédia-szócikk ezen változatának fordításán alapul.  Az eredeti cikk szerkesztőit annak laptörténete sorolja fel. Ez a jelzés csupán a megfogalmazás eredetét és a szerzői jogokat jelzi, nem szolgál a cikkben szereplő információk forrásmegjelöléseként.